# Рюсин Кацу-рю
Рюсин Кацу-рю (яп. 柳心介冑流) — древняя школа дзюдзюцу, классическое боевое искусство Японии, основанное в середине XIX века мастером по имени Исо Матаэмон Рюкансай.

## История
Школа Рюсин Кацу-рю ведёт свои корни от мастера по имени Исо Матаэмон Рюкансай, основателя стиля Тэндзин Синъё-рю. Согласно преданию, Тояма Нобору получил наставления от Рюкансая в 1830 — 1844 годах. В промежутке между 1861 и 1864 годами он обосновался в княжестве Сэндай, где передал традиции рю мастеру Итимару Рюносукэ, который впоследствии получил звание сихана в школе Оно-ха Итто-рю. Позже школа перешла под руководство Огумы Масатори.
На протяжении периода Мэйдзи школа была дислоцирована в Датэ, Хоккайдо.
Вторая Мировая война стала причиной длительного перерыва в активности школы, однако тренировки восстановились вместе с 8-м сокэ школы, Огума Ёсио. Он и его лучше ученики совместно проанализировали и переработали учебную программу стиля.
По состоянию на 2009 год школа Рюсин Кацу-рю выходит в состав организации Нихон Кобудо Кёкай. Её текущим, 9-м сокэ является Огума Ёсиаки.

## Программа обучения
Программа обучения школы Рюсин Кацу-рю состоит из 67 техник, разделённых по уровням сёдэн, тюдэн и окудэн. Технической арсенал дзюдзюцу состоит из нагэ вадза (бросковые приёмы), кансэцу вадза (болевые выкручивания), симэ вадза (удушающие приёмы) и атэми вадза (ударные техники).
Помимо техник дзюдзюцу школа обучает методам вправливания костей.
Как и школа Ёсин-рю, Рюсин Кацу-рю проповедует принцип «тела, гибкого как ива». Иероглиф 柳 также переводится как «Ива», хоть и пишется по-иному.